# Comité révolutionnaire d'unité et d'action
Le Comité révolutionnaire d'unité et d'action (CRUA) est le nom que prend le mouvement algérien fondé le 23 mars 1954 par le comité composé de quatre membres, deux anciens de l'Organisation spéciale (Mostefa Ben Boulaïd et Mohamed Boudiaf) et deux centralistes (Mohamed Dekhli et Ramdhane Bouchbouba alias Ould Amri).
L'Organisation Spéciale était le bras armé du MTLD, un mouvement nationaliste dirigé par Messali Hadj.

## Le lieu et le «Groupe des 22»
Le 23 juin 1954, dans une modeste villa du Clos Salambier appartenant à Lyès Deriche, un quartier musulman d'Alger, vingt-deux Algériens se prononcent « pour la révolution illimitée jusqu'à l'indépendance totale ».
Ce sont tous des anciens de l'Organisation Spéciale, qui ont été convoqués dans la deuxième quinzaine de juin 1954. Les 22 personnes étaient :

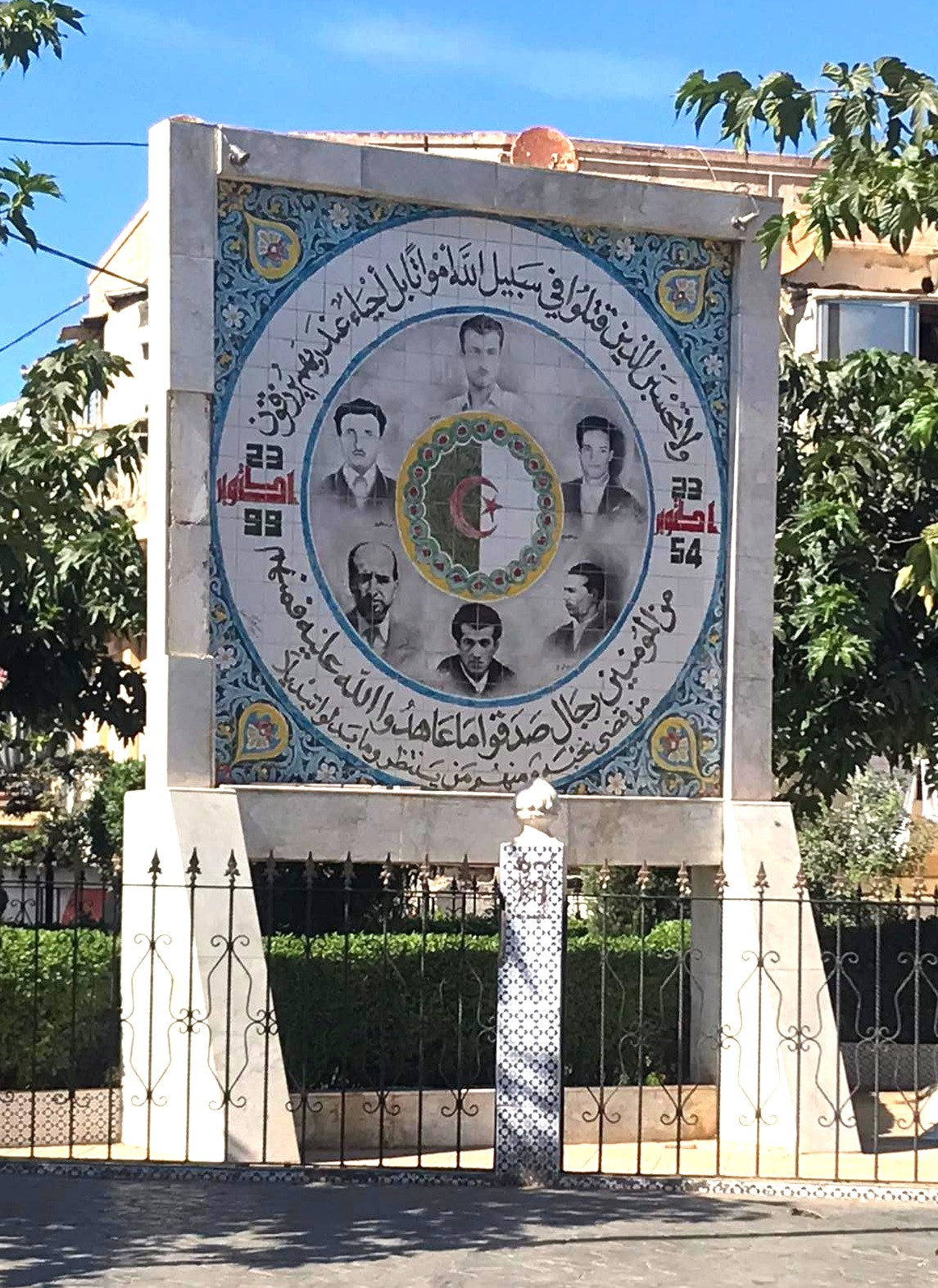
Stèle à La Pointe, Raïs Hamidou

1. Othmane Belouizdad
2. Mostefa Ben Boulaïd
3. Ramdane Benabdelmalek
4. Benmostefa Benaouda
5. Lakhdar Bentobal
6. Rabah Bitat
7. Zoubir Bouadjadj
8. Said Bouali
9. Ahmed Bouchaïb
10. Mohamed Boudiaf
11. Boudjemaa Souidani
12. Abdelhafid Boussouf
13. Lyès Deriche
14. Didouche Mourad
15. Abdessalam Habachi
16. Abdelkader Lamoudi
17. Larbi Ben M'Hidi
18. Mohamed Mechati
19. Slimane Mellah
20. Mohamed Merzougui
21. Badji Mokhtar
22. Youcef Zighoud

### Le Groupe des Six
Mohamed Boudiaf mettra en place le Comité des 5, chargé de l’application de la résolution des 22, composé par Mohamed Boudiaf, Mohamed Larbi Ben M'Hidi, Mostefa Ben Boulaïd, Mourad Didouche, Rabah Bitat. Au mois d’aout 1954, la direction des 22 fit appel à Krim Belkacem, comme sixième membre du Comité représentant la Kabylie. C'est ce groupe des Six qui déclenchera le 1er novembre 1954 la lutte armée contre l'occupation française. Un tirage au sort dont le résultat fut "lu" par Mostefa Ben Boulaïd désignera Mohamed Boudiaf comme coordinateur du groupe, les cinq autres membres prendront chacun la direction de l'une des cinq zones de la lutte armée (voir ci-dessous le découpage)
Le 10 octobre 1954, dans une maison dont personne ne se rappellera le lieu, le CRUA prend le nom de FLN. Les revendications à présenter à la France sont définies : reconnaissance de la nationalité algérienne, ouverture de négociations, libération des détenus politiques. En outre, les intérêts des Français seront respectés, les Français demeurant en Algérie pourront choisir leur nationalité, Français et Algériens, enfin à égalité, se devront le respect mutuel. D'autres sources mentionnent que le dimanche 24 octobre, les six se réunirent une dernière fois à la Pointe Pescade dans la banlieue ouest d’Alger. Il semble que ce fut au domicile du militant Mourad Boukechoura dont le local à Alger avait servi plusieurs fois de lieu de rendez-vous. Les participants approuvèrent le texte de la proclamation et du tract de l’ALN. Boudiaf devait se rendre le lendemain au Caire, en passant par Genève. Il emportait les deux textes écrits au citron entre les lignes d’une lettre anodine ainsi que la liste des objectifs qui devaient être attaqués dans la nuit du 31 octobre au 1er novembre. Ils avaient prévu, en accord avec la Délégation extérieure, d’en faire l’annonce à la radio du Caire le jour du déclenchement de la Révolution. Ils rappelèrent l’interdiction absolue d’attaquer des civils européens et on insista encore une fois sur le respect des principes de la guérilla. Avant de se séparer, les six s’arrêtèrent chez un photographe de l’avenue de la Marne à Bab el Oued et firent une photo souvenir.
Il fallait enfin prendre une décision capitale : à quelle date passer à l'attaque. Le 15 octobre? c'est trop proche. Le 25? Didouche Mourad estime que c'est une date qui ne parle pas. Or, il s'agit de fixer une date historique. Et de proposer le 1er novembre. Objection d'un participant : pour les Chrétiens, c'est la fête des morts. Réplique de Didouche Mourad : « Non, la fête des morts, c'est le 2, le 1er, c'est la Toussaint. ».
Accord général, l'attaque aura lieu « à la première heure du premier jour de novembre ». Le sort en est jeté. Pourtant la situation est loin d'être brillante : le Constantinois s'est montré hésitant, l'Algérois relativement rétif, l'Oranie semble se désintéresser de l'affaire seuls les Aurès et la Kabylie marchent à fond. En somme, une poignée d'hommes mal armés.
Le dimanche 24 octobre, les chefs de l'insurrection se retrouvent une dernière fois à Alger. Ils se félicitent de l'ignorance de la police française sur leurs projets et fixent leurs dernières consignes : chaque chef de zone sera responsable des opérations qu'il décidera.

## Les six chefs historiques

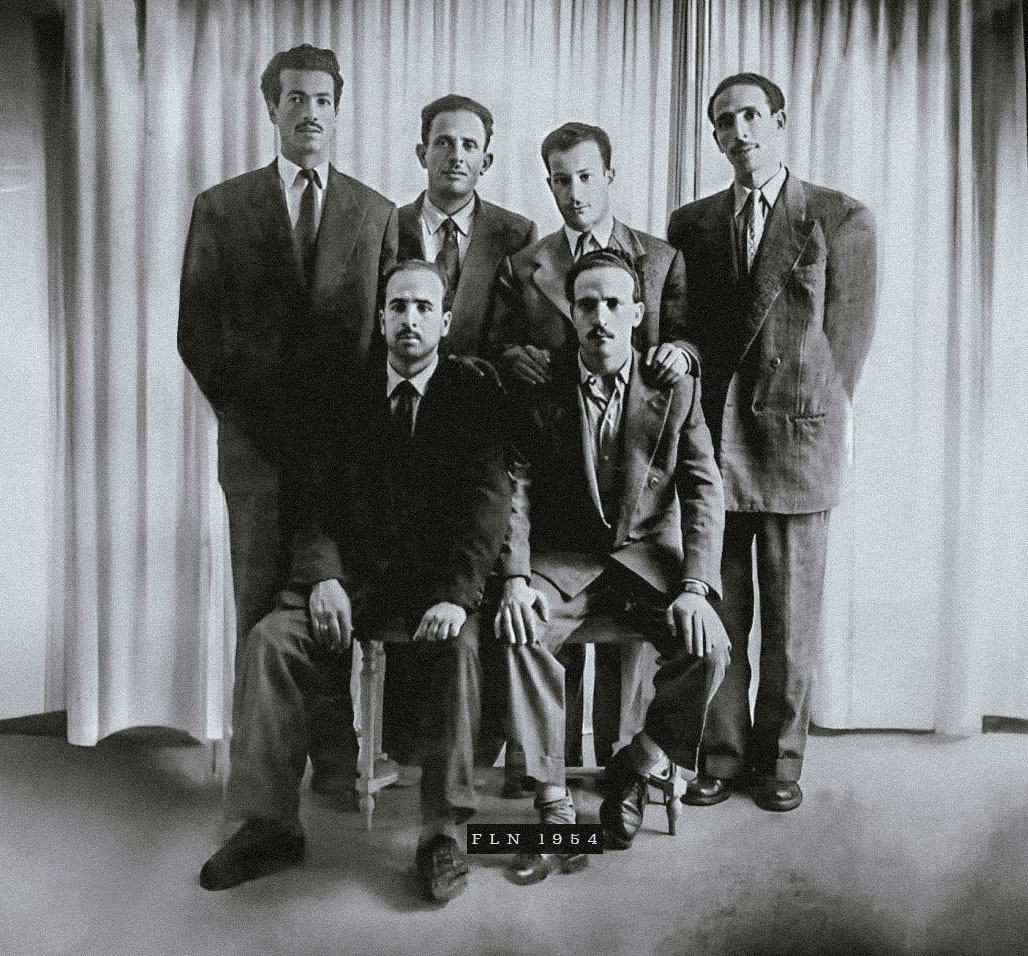
« Groupe des six », chefs du FLN. Photo prise juste avant le déclenchement de la guerre le 1 novembre 1954. Debout, de gauche à droite : Rabah Bitat, Mostefa Ben Boulaïd, Didouche Mourad et Mohamed Boudiaf. Assis : Krim Belkacem à gauche, et Larbi Ben M'hidi à droite.

- Rabah Bitat (1925-2000), président de l'Assemblée nationale algérienne de 1977 à 1990 ;
- Mohamed Boudiaf (1919-1992), assassiné, président du Haut Comité d'État algérien en 1992 ;
- Krim Belkacem (1922-1970), assassiné, président de la délégation algérienne du GPRA lors des négociations aboutissant aux Accords d'Evian ;
- Larbi Ben M'Hidi (1923-1957) assassiné, exécuté par l'armée coloniale française durant la bataille d'Alger ;
- Mostefa Ben Boulaïd (1917-1956), tué à la suite de l'explosion d'un poste radio piégé ;
- Didouche Mourad (1927-1955), mort au combat.

## Découpage territorial de l’Algérie combattante
L'une des premières décisions est, en mai et juin 1954, le découpage de l'Algérie en cinq zones :
- la zone no 1: les Aurès, est confiée à Mostefa Ben Boulaïd ;
- la zone no 2: le Nord-Constantinois, à Didouche Mourad ;
- la zone no 3: la Kabylie, à Krim Belkacem ;
- la zone no 4: Alger et l'Algérois, à Rabah Bitat ;
- la zone no 5: l'Oranais, à Larbi Ben M'hidi.

Mohamed Boudiaf est chargé de la coordination entre les zones.
Fin octobre, ces cinq responsables décideront de créer l’« ALN » (Armée de libération nationale).

## Objectif et actions
Les objectifs du CRUA étaient l’affirmation de l’unité du parti MTLD, par la convocation d’un congrès large et démocratique afin de garantir la cohésion interne et de doter le Parti d’une direction révolutionnaire, et la publication du « Patriote », pour préciser le rôle des militants qui devaient dire leur mot et arbitrer la crise plutôt que suivre tel ou tel clan.
L'objectif principal du mouvement est de déclencher la lutte armée, dont le début est programmé pour la fin de l'année 1954. le 10 octobre, le CRUA prend le nom de FLN. L'action se concrétise le 1er novembre 1954 par une série d'actions coordonnées dans l'Algérois, l'Oranie et le Constantinois, connue sous le nom de la Toussaint rouge
Personne, à Alger ne fera attention à des achats qui vont aller se multipliant: lampes à souder, scies à métaux, chalumeaux oxyacétyléniques, bronze, salpêtre, chlorate de potasse, poudre noire, etc., on est prêt à fabriquer des bombes que les communiqués décriront longtemps comme étant de « fabrication locale ». Relais, « planques », ateliers, services de renseignement sont mis en place, au nez et à la barbe des Français.